# Mekanoreceptor
Mekanoreceptorer er sensoriske receptorer der registrerer mekanisk tryk. derudover reagerer receptorerne på mekanisk påvirkning, herunder deformering af cellen. 